# Gerarda prevostiana
Genre
Espèce
Synonymes
- Coluber prevostianus Eydoux & Gervais, 1822
- Gerarda bicolor Gray, 1849

Statut de conservation UICN

 LC  : Préoccupation mineure
Gerarda prevostiana, unique représentant du genre Gerarda, est une espèce de serpents de la famille des Homalopsidae.

## Répartition
Cette espèce se rencontre  :
- en Inde ;
- au Sri Lanka ;
- en Birmanie ;
- au Cambodge ;
- en Malaisie péninsulaire ;
- à Singapour.

Sa présence est incertaine au Bangladesh, en Thaïlande et aux Philippines.

## Description
C'est un serpent qui se nourrit de crabes.

## Publications originales
- (en) Gray, 1849 : Catalogue of the specimens of snakes in the collection of the British Museum. London, p. 1-125 (texte intégral).
- Eydoux & Gervais 1822 : Voyage de la Favourite. Reptiles. Magasin de Zoologie, Guérin, Paris, vol. 111, p. 1-10.